# Tercera carta de relación de Hernán Cortés al emperador Carlos V
La Tercera Carta de Relación de Hernán Cortés al Emperador Carlos V es una de las cinco cartas escritas por el conquistador español Hernán Cortés al emperador Carlos V, con el fin de informar sobre los territorios descubiertos y la conquista de estos; fue firmada el 15 de mayo de 1522 en Coyoacán. En esta se describe parte de la expedición al Nuevo Mundo, la caída de México-Tenochtitlán y la destrucción de la ciudad, abarcando los sucesos acontecidos desde 1520 hasta las últimas conquistas en 1522.

## Contenido de la Carta
En la primera parte de la Carta, Cortés rememora la batalla de Otumba, así como la reorganización de las tropas españolas tras la derrota de la Noche triste con el objetivo de cercar Tenochtitlán, la cual tiene lugar en Tlaxcala. En dicha reorganización Hernán Cortés describe que era necesario la creación de las Ordenanzas militares para establecer el orden entre las tropas y evitar robos y pillajes.

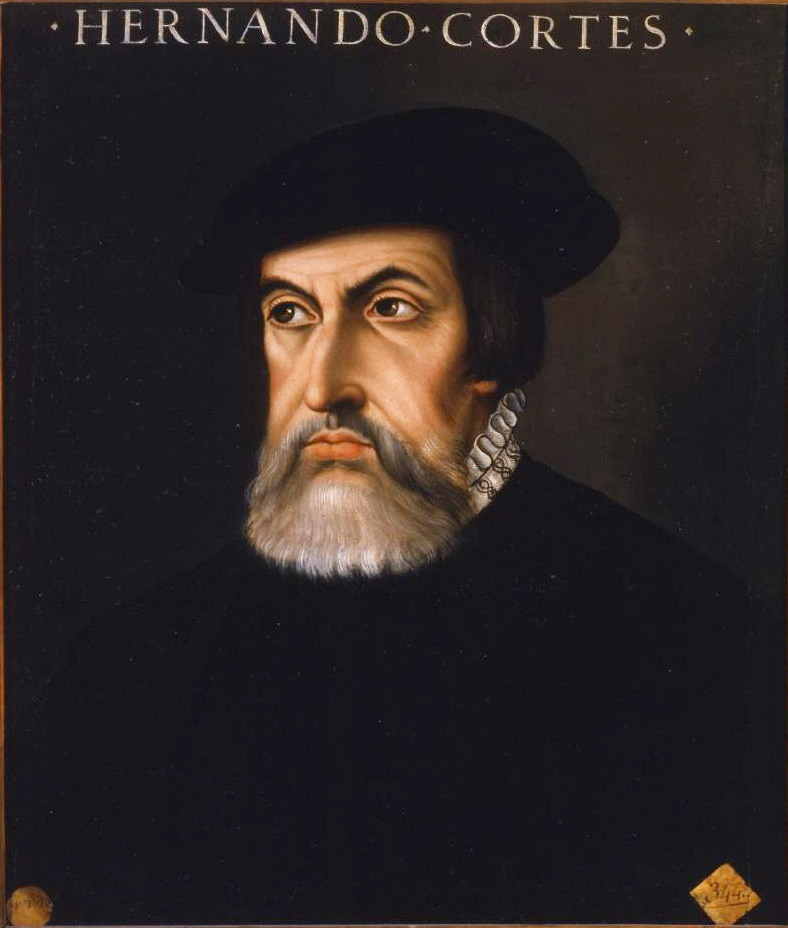
Hernán Cortés

Después, Cortés describe la construcción de los bergantines que sirvieron para ingresar por los canales a Tenochtitlán, los cuales fueron fabricados en Tlaxcala, debido a que esta región era el principal apoyo de los españoles dentro del territorio. Estas trece naves fueron transportadas en partes al lago de Texcoco con ayuda de los tlaxcaltecas, construyéndose diques para armar los bergantines y zanjas para comunicar el dique con el lago. Es también en este sitio dónde dio comienzo la empresa militar.
Cortés explicó cómo ordenó a sus tropas inhabilitar a las poblaciones que rodeaban a la ciudad y que fueran vasallos y proveedores de los mexicas, con el fin de evitar que ingresaran a la ciudad productos básicos para la supervivencia de la población para que de esa forma Tenochtitlán sucumbiera con mayor rapidez al sitio. Es también contemporáneo a estos acontecimientos que Hernán Cortés menciona la primera de las epidemias de viruela, la cual mermó a la población indígena, falleciendo Cuitláhuac, hermano de Moctezuma, subiendo a la cabeza del imperio Cuauhtémoc. Bernal Díaz del Castillo menciona que dicha epidemia se debió a un esclavo negro que venía de la expedición de Pánfilo de Narváez.
El conquistador también se detiene a dar cuenta de muchos detalles de las batallas que los españoles mantuvieron con los mexicas y de las acciones de algunos de los capitanes en el sitio de la ciudad, ya que algunos fueron capturados y posteriormente sacrificados, como es el caso de Cristóbal de Guzmán.
El punto focal de la carta es la narración de la toma de Tenochtitlán y de Tlatelolco. En el documento se lee que además de cortar los suministros provenientes de regiones de la periferia, también los españoles cortaron el suministro de agua a la ciudad. Logra derrotar diversas poblaciones estratégicas gracias al uso de los bergantines, hasta penetrar cada una de las calzadas y asolando los territorios conquistados, no sin la resistencia de los mexicas y tlatelolcas.  En los últimos reductos que quedaban de Tlatelolco, las tropas de Cortés y de Pedro de Alvarado lograron comunicarse, aunque los hombres de este último comienzan con la quema de templos.
Ante la muerte y destrucción que había dejado el sitio, Cortés menciona que intentó persuadir a la población de rendirse, recibiendo negativas, incluso de Cuauhtémoc. Al tomar todo el territorio, el capitán de un bergantín, García Holguín capturó a los señores de México, Texcoco y Tlacopan (Cuauhtémoc, Coanacochtzin y Tetlepanquetzaltzin). La captura de Cuauhtémoc, último señor de México-Tenochtitlán, se toma como la caída de los tenochcas y fin del Imperio mexica, el 13 de agosto de 1521.